# Corruption au Canada
La corruption au Canada désigne l’ensemble des pratiques illégales ou contraires à l’éthique impliquant l’abus de pouvoir à des fins privées dans les sphères publique et privée. Bien que le Canada soit considéré comme l’un des pays les moins corrompus au monde selon divers classements internationaux, des affaires de corruption ont marqué son histoire, touchant notamment la politique, l’administration publique et le secteur des affaires. Ce phénomène, bien que moins répandu qu’ailleurs, peut avoir des conséquences sur la gouvernance, la confiance du public envers les institutions et le fonctionnement de la démocratie canadienne.

## Le Canada au 14erang sur 180 pays
Selon l'Indice de perception de la corruption publié par l'organisme Transparency International en 2022, le Canada s'est classé au 14ᵉ rang sur 180 pays évalués. Ce classement le situe parmi les pays les moins touchés par la corruption. Toutefois, malgré les efforts déployés pour lutter contre ce phénomène, certaines pratiques corruptives persistent.

## Affaires récentes de corruption au Canada

### Affaire SNC-Lavalin
Les affaires de corruption politique au Canada ont fait l’objet de plusieurs enquêtes et condamnations. Parmi quelques exemples récents de corruption, figure l'affaire SNC-Lavalin, qui avait plaidé coupable en 2019 de fraude et de corruption pour avoir versé des pots-de-vin à des fonctionnaires libyens afin de remporter des contrats publics. Le Premier ministre Justin Trudeau, avait à l'époque interféré dans cette affaire en exerçant son pouvoir sur l'ex-ministre de la justice afin qu'aucune poursuite judiciaire ne soit engagée contre SNC-Lavalin.

### Affaire Michael Applebaum
L'affaire Michael Applebaum, est un autre exemple de corruption au Canada. Maire de Montréal en 2013, celui-ci a été arrêté et inculpé pour 14 chefs d'accusations notamment, de corruption, de fraude, de complot. Les accusations portent sur des allégations de pots-de-vin ayant été versés par des entrepreneurs afin de les assurer en échange de contrats publics. Il a également été accusé de manipuler des contrats afin d'en bénéficier lui-même ainsi que certains de ses alliés politiques. 

### Collusion dans l’industrie de la construction et Commission Charbonneau
Au Québec, des enquêtes ont mis en lumière des pratiques de collusion et de corruption dans l’industrie de la construction, notamment dans l’octroi et la gestion des contrats publics. La Commission d’enquête sur l’octroi et la gestion des contrats publics dans l’industrie de la construction, communément appelée Commission Charbonneau, a été créée en 2011 pour examiner ces stratagèmes, leur lien avec le financement politique et l’infiltration de l’industrie par le crime organisé.
Les audiences de la commission ont révélé que plusieurs firmes de construction et d’ingénierie avaient mis en place des systèmes de truquage des appels d’offres, souvent en collusion avec des élus et des fonctionnaires municipaux et provinciaux. Des témoignages ont aussi démontré que la mafia et d’autres organisations criminelles avaient infiltré le secteur, utilisant certaines entreprises pour blanchir de l’argent et intimider des entrepreneurs.
En 2015, la commission a publié un rapport détaillant ces pratiques et proposant 60 recommandations pour renforcer la transparence, réduire l’influence du crime organisé et mieux encadrer les processus d’attribution de contrats publics. Certaines de ces recommandations ont mené à des modifications de la Loi sur le bâtiment en 2018, accordant notamment à la Régie du bâtiment du Québec (RBQ) plus de pouvoirs pour restreindre ou annuler les licences d’entreprises ayant des antécédents criminels.
La commission a également souligné le rôle des mesures d’austérité et de la privatisation dans l’affaiblissement de la capacité de l’État à superviser efficacement les projets d’infrastructure, facilitant ainsi les abus. Parmi ses recommandations, elle a insisté sur le renforcement de l’expertise interne des organismes publics pour limiter la dépendance aux entreprises privées et prévenir la collusion.

## La lutte contre la corruption au Canada

### Gouvernement fédéral
Le gouvernement canadien dispose de mesures visant à renforcer et à promouvoir la transparence et l'intégrité dans le système politique. Le Canada a signé des lois anticorruption la Convention sur la lutte contre la corruption d’agents publics étrangers dans les transactions commerciales internationales afin d’encadrer tout ce qui touche à la corruption d’argent publique. La Gendarmerie royale du Canada (GRC) a pour but de lutter contre la corruption au Canada en enquêtant sur les crimes financiers, en fournissant une formation aux organisations et en collaborant avec d'autres agences pour renforcer l'intégrité et la transparence du pays.

### Québec
Au Québec, l'Unité permanente anticorruption (UPAC) a été créée dans les années 2000 à la suite de scandales liés au domaine de la construction.